# Andy Cohen

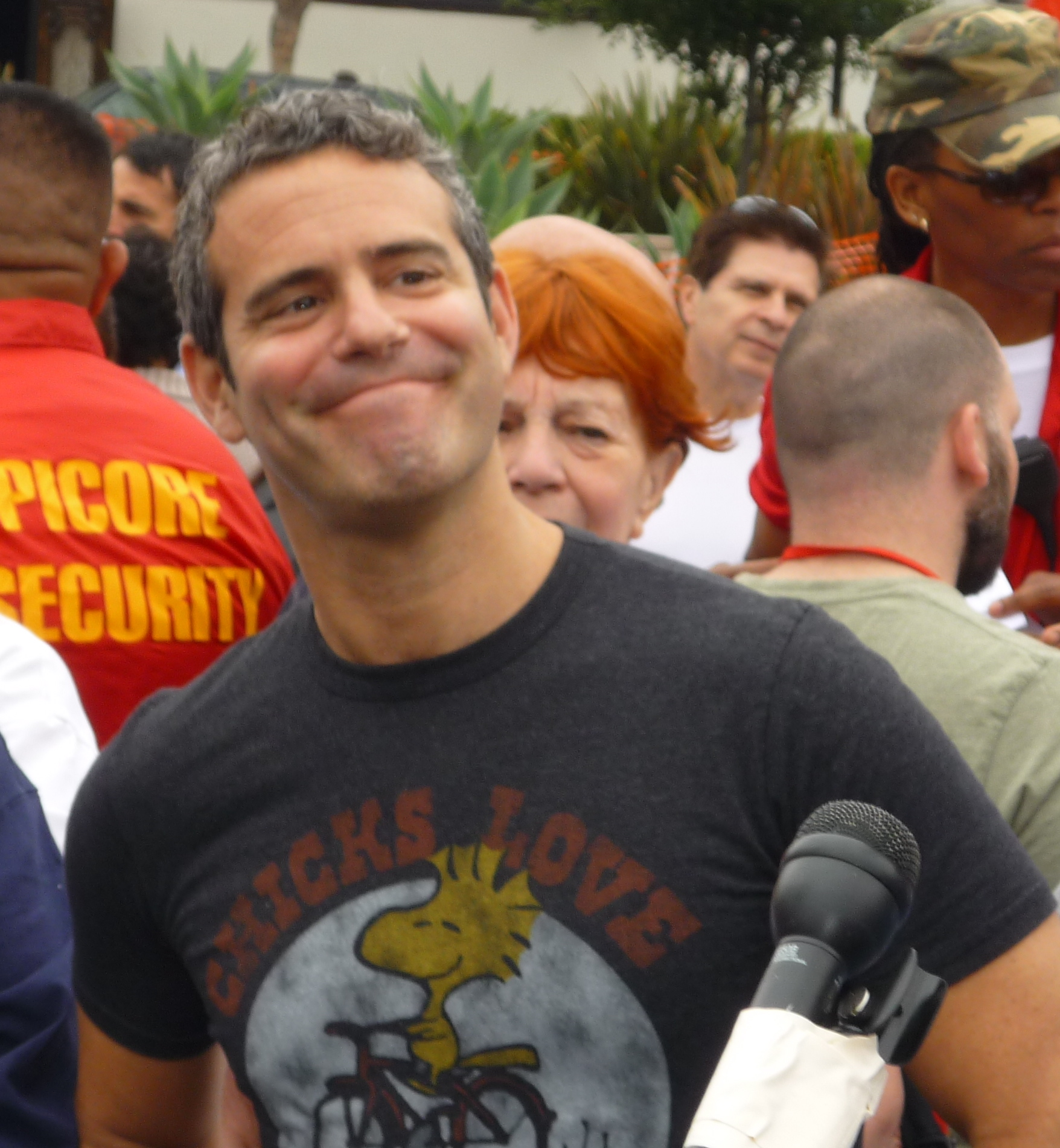
Andy Cohen

Andrew „Andy“ Joseph Cohen (* 2. Juni 1968 in St. Louis, Missouri) ist ein US-amerikanischer Fernsehmoderator, Autor und Fernsehproduzent.

## Leben
Cohen besuchte die Clayton High School bis 1986 in St. Louis.  An der Boston University studierte Cohen Publizistik. Cohen arbeitete nach seinem Studium zehn Jahre lang für die Nachrichtensendung CBS News, wo er gemeinsam mit Julie Chen die Nachrichten moderierte. 2004 wechselte Cohen zum US-amerikanischen Fernsehsender Bravo, als dieser von CBS das Tochterunternehmen Trio erwarb.  Cohen moderierte Sendungen wie Today und Morning Joe und gemeinsam mit Kelly die Sendung Live! und The View. Cohen moderierte ebenso die Schönheitswettbewerbe Miss USA 2011, Miss USA 2012, Miss USA 2013, Miss Universe 2011 und Miss Universe 2012. In den folgenden Jahren trat Cohen als Gast in diversen Talkshows verschiedener US-amerikanischer Fernsehsender auf. Als Fernsehproduzent war er an der Produktion von US-amerikanischen Fernsehsendungen wie Begabt – Die Gleichung eines Lebens, Top Chef, The N-Word und Project Runway beteiligt. Seit 2015 hat Cohen auf dem Radiosender SiriusXM seine eigene Sendung Radio Andy. Cohen schrieb mehrere Bücher als Autor. Cohen ist offen homosexuell. Im Februar 2019 wurde er Vater eines Sohnes.

## Werke (Auswahl)
- 2012: Most Talkative: Stories from the front lines of pop culture. Henry Holt and Co.  ISBN 978-0-8050-9583-8.
- 2014: The Andy Cohen Diaries: A Deep Look at a Shallow Year. Henry Holt and Co.  ISBN 978-1-627-79228-8.
- 2016: Superficial: More Adventures from the Andy Cohen Diaries. Henry Holt and Co.  ISBN 978-1250116482.

## Auszeichnungen und Preise (Auswahl)
- 2010: Emmy Award  als Executive Producer of Outstanding Competitive Reality Serie Top Chef
- 2004: Peabody Award, als Executive Producer der dreiteiligen Dokumentation The N-Word
- 2007: Peabody Award, als Executive Producer der Bravo Reality-TV-Sendung Project Runway